# Se Mig, Hör Mig, Känn Mig
Se Mig, Hör Mig, Känn Mig (deutsch Siehst du mich, hörst du mich, fühlst du mich) ist ein Jazzalbum der Gruppe Se Och Hör, bestehend aus Anna Högberg, Niklas Barnö, Emil Skogh und Dennis Egberth. Die im März und Mai 2016 entstandenen Aufnahmen erschienen im August 2017 in einer limitierten Auflage als Langspielplatte sowie als Download auf Signal and Sound Records.

## Hintergrund
Se och Hör – deutsch „sehen und hören“ – ist ein Free-Jazz-Quartett mit Anna Högberg am Altsaxophon und dem Trompeter Niklas Barnö, der mit ihr im Fire! Orchestra gespielt hat, aber auch bekannt ist durch seine Mitwirkung in den Gruppen Je Suis! (u. a. mit Joel Grip, Mats Äleklint) und  im Trio Snus (mit Didier Lasserre und Joel Grip). Hinzu kommen der Bassist Emil Skogh (der mit Elsa Bergman, Joe Williamson, Lisa Ullén, Mats Äleklint im Motståndsorkestern Version 1 spielte) und der Schlagzeuger Dennis Egberth, verstärkt auf diesem Album durch den Gastmusiker Mattias Ståhl an Vibraphon. Se mig, hör mig, känn mig ist das zweite Album des Quartetts, das 2011 sein Debütalbum einspielte, erschienen unter dem Titel Hör och häpna – lo and behold (Ljup Musik, 2012). Das zweite Album erschien in einer limitierten Auflage von 300 LPs mit Download-Option.

## Titelliste
- Se & Hör: Se Mig, Hör Mig, Känn Mig (Signal and Sound Records SAS005)[1]

1. Skärp Dig! (Dennis Egberth) 5:52
2. Om Och Om Igen (Dennis Egberth) 4:16
3. Sparven (Emil Skogh) 7:47
4. Bunkerbåt (Anna Högberg) 6:00
5. Gasen I Botte (Anna Högberg) 6:30
6. Sarasvati (Emil Skogh) 5:27
7. Brorsan (Emil Skogh) 2:43

## Rezeption

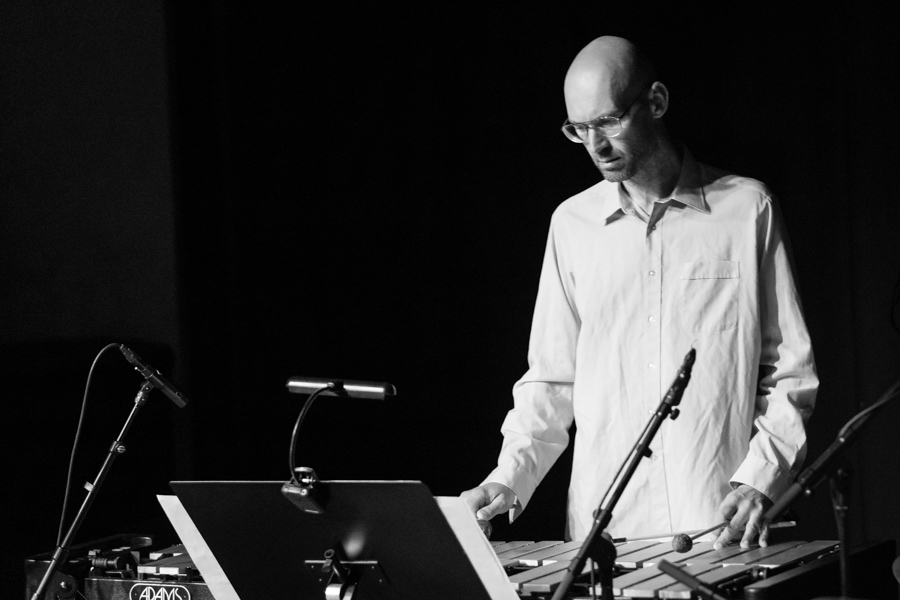
Mattias Ståhl beim Kongsberg Jazzfestival 2019

Auch wenn das zweite Album kein Livealbum ist, urteilte Icedor Johansson (Orkesterjournalen), fühle man sich in einen emotionalen und musikalischen Raum eingeladen. Vieles sei wie zuvor; Ausgangspunkt seien melodische Themen, die von den Gruppenmitgliedern geschrieben wurden, mit Ausnahme von Barnö. Damit habe die Gruppe ein solides Fundament, auf dem sie stehe und sich dann an ein freies und hitziges Solospiel wagen könne. Ein schönes Beispiel, wie gut dies funktioniere, sei Högbergs „Bunkerbåt“. Basierend auf einem recht ruhigen „Walk-Thema“ von Skogh und Egberth würden die Solisten hart daran arbeiten, das langsame Tempo herauszufordern. Hier auch mit dem Vibraphon von Mattias Ståhl, das die Verschmelzung von Spannung und Melodie verkörpere. In gewisser Weise finde sich die gleiche Verteilung zwischen Barnö und Högberg, wo die Trompete langsamer schwinge, während das Altsaxophon viel und schnell „redet“. Sogar Egberth hinter dem Schlagzeug rege und kommentiere ständig. Dann werde es Skoghs Bass sein, der das Ganze zusammenhalte. Auf jeden Fall ein tolles Album.